# Ihtis
Ihtis ali ihtus (v grških črkah starogrško ἸΧΘΥΣ) je v stari grščini beseda, ki pomeni riba. Predvsem je znana kot krščanski simbol, saj so ji prvi kristjani nadeli še dodaten pomen, vendar kot kratici, ki v prevodu pomeni »Jezus Kristus, Božji Sin, Odrešenik« (starogrško Ἰησοῦς Χριστός, Θεοῦ Υἱός, Σωτήρ).
Vsaka črka grške ihtis pomeni prvo črko nove besede, in sicer:
- jota (i) je prva črka besede Iēsous (Ἰησοῦς), grško za Jezus.
- hi (h) je prva črka besede Khristos (Χριστóς), grško za »Kristus« ali »maziljeni«.
- theta (t)  je prva črka besede Theou (Θεοῦ), kar pomeni Božji, rodilnik grškega Θεóς, Theos, »Bog«.
- ipsilon (u) je prva črka besede huios (Υἱός), grško za sin.
- sigma (s)  je prva črka besede sōtēr (Σωτήρ), grško za odrešenik.

## Riba v evangelijih
Riba ima že v Svetem pismu močan simbolni pomen, zato ni čudno, da je kasneje postala eden izmed najpomembnejših in najprepoznavnejših krščanskih simbolov. Kar nekaj Jezusovih učencev je bilo ribičev. Ko je Jezus poklical apostola Petra in Andreja je rekel: »Hodíta za menoj in naredil vaju bom za ribiča ljudi.« (Mt 4,19).
Ko je videl, da je množica pettisočih mož brez žena in otrok lačna, je storil čudež in pomnožil 5 hlebov in 2 ribi, tako da so se vsi nasitili in še za 12 polnih košar je ostalo (Mt 14,13-21).
Tudi Nebeško kraljestvo Jezus primerja z mrežo, ki jo vržejo v morje in zajame ribe vseh vrst. Ko se napolni, jo potegnejo na obrežje, sedejo in odberejo dobre v posodo, slabe pa pomečejo proč. Tako bo ob koncu sveta: prišli bodo angeli in ločili hudobne od pravičnih. Pahnili jih bodo v ognjeno peč. Tam bo jok in škripanje z zobmi (Mt 13,47-50).
Po vstajenju se je prikazal sedmim učencem, ki so celo noč zaman lovili ribe. Svetoval jim je, naj mrežo vržejo na desno stran čolna. In res, ulovili so polno velikih rib; bilo jih je sto triinpetdeset (Jn 21,1-14).
Znana pa je tudi zgodba o tempeljskem davku. V Kafarnaumu so k Petru prišli davkarji. Jezus mu pravi, naj vseeno plača, četudi mu uradno ni treba, in sicer naj gre k jezeru, vrže trnek in potegne ven prvo ribo, ki se bo ujela. Jezus nadaljuje: »Odpri ji usta in našel boš statêr. Vzemi ga in jim ga daj zame in zase.« (Mt 17,24-27).

## Parodije naichtis
V sodobnosti je nastalo več parodij na simbol Ihtis s spremenjeno obliko. Ena izmed variant je v obliki ribe z nogami, včasih z napisom Darwin, kar ponazarja razvojni nauk, ki ga nekatere verske skupnosti zavračajo.